# Abietinaria spiralis
Abietinaria spiralis is een hydroïdpoliep uit de familie Sertulariidae. De poliep komt uit het geslacht Abietinaria. Abietinaria spiralis werd in 1960 voor het eerst wetenschappelijk beschreven door Naumov. 